# 愛一個人 恨一個人
《愛一個人 恨一個人》（又稱為《好想好好》）是台灣歌手李度的第四張專輯，在1995年8月30日推出。專輯的第一主打歌是《好想好好》，而第二主打歌翻唱其師傅周華健粵語歌《濃情化不開》的《愛一個人 恨一個人》。

## 曲目
| 曲序 | 曲名               | 曲     | 詞          | 編曲   | 附註                                                   |
| 01   | 愛一個人 恨一個人  | 周華健 | 林夕 詹德茂 | 蔡朝華 | 第二主打 粵語版為周華健《濃情化不開》 謝瑞麟珠寶廣告歌 |
| 02   | 好想好好           | 周華健 | 周華健      | 江建民 | 第一主打                                               |
| 03   | 我一個人哭         | 周華健 | 李度 孫維君 | 包小松 | 第三主打                                               |
| 04   | 變冷               | 包小柏 | 包小柏      | 戴維雄 |                                                        |
| 05   | 悲劇               | 李子恆 | 李子恆      | 劉思偉 | 第四主打 中視單元劇《春風不問路》片尾曲                |
| 06   | 我們因有夢想而偉大 | 包小松 | 易家揚      | 包小松 |                                                        |
| 07   | 失去               | 劉思偉 | 包小柏      | 劉思偉 |                                                        |
| 08   | 我總是糊塗         | 包小松 | 厲曼婷      | 梁伯君 |                                                        |
| 09   | 如夢               | 郭宗韶 | 廖瑩如      | 郭宗韶 |                                                        |
| 10   | 難捨難分           | 包小松 | 孫維君      | 包小松 |                                                        |

## 唱片版本
- CD版
- 錄音帶版